# Buckenham Castle

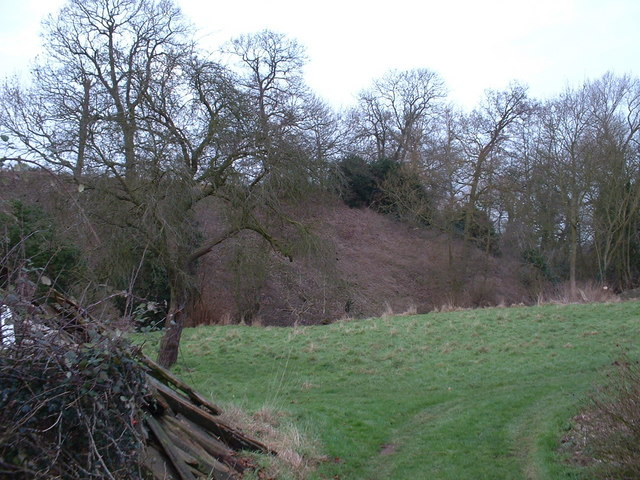
Erdwerke von New Buckenham Castle

Old Buckenham Castle und New Buckenham Castle sind zwei Burgruinen in den benachbarten Dörfern Old Buckenham und New Buckenham in der englischen Grafschaft Norfolk.

## Old Buckenham Castle
Die einzig bis heute erhaltenen Überreste der ehemaligen normannischen Burg sind Reste von Erdwerken und Spuren einer steinernen Wehrmauer.  Die Burg wurde auf Geheiß von Guillaume d'Aubigny, einem Gefolgsmann von Wilhelm dem Eroberer, erbaut. Nachdem die Burg an einem anderen Standort neu errichtet worden war, etablierte sich eine Priorei an dieser Stelle und so wurden viele frühere Überreste zerstört.
Zur Erhaltung der Funktion einer Burg und zur Aufnahme einer Garnison erbaute man New Buckenham Castle an derselben Stelle, an der es heute steht und auch der Grundriss hat sich kaum verändert.

## New Buckenham Castle
Da die Gemeindegrenze östlich davon, nahe dem Dorf New Buckenham, liegt, befinden sich die Ruinen der Burg, die Erdwerke, die Kapelle, die Scheune und die meisten umgebenden Wiesen tatsächlich auf dem Gemeindegebiet von Old Buckenham und sollten korrekterweise „Old Buckenham Castle“ heißen. Das Dorf New Buckenham wurde später als die Burg angelegt.
Zu Anfang der Regentschaft von König Stephan ließ William d’Aubigny, 1. Earl of Arundel eine neue Burg drei Kilometer nordwestlich der alten Burg errichten. Heute sieht man davon noch die verbleibenden Fundamente des kreisrunden Steindonjons, der einen Durchmesser von etwa 18 Metern hatte. Die Burg wurde während des Krieges der Barone 1263 belagert. 1649 wurde die Festung schließlich von ihrem damaligen Besitzer, Sir Philip Knyvet, abgerissen, wobei nur der Burggraben und Erdwerke erhalten blieben.
Die Familie Knyvet war von ihrem früheren Sitz in Southwick (Northamptonshire) hierhergezogen. 1465 lebte Sir John Knyvet auf der Burg. In diesem Jahr heiratete seine Tochter Sir Henry Colet, der später Lord Mayor of London wurde.
Die Burg bestand aus einem inneren Hof und zwei äußeren Höfen, die alle mit Erdwällen eingefasst waren. Den kreisrunden Donjon hält man für den ältesten Englands. Seine Mauern waren an der Basis 3,34 Meter dick und man glaubt, dass er zwölf Meter hoch war.
New Buckenham Castle liegt am Rand des Dorfes, das seinerseits etwa 32 km südwestlich von Norwich an der A 11 und an der B 1077 liegt.
English Heritage hat New Buckenham Castle als historisches Gebäude der Kategorie Grade I gelistet, die Burgruine gilt als Scheduled Monument.
Interessierte Besucher können sich den Schlüssel bei der Castle Hill Garage abholen. Sie müssen ein kleines Eintrittsgeld bezahlen.

## Quelle
- P. M. Remfry: Buckenham Castles, 1066 to 1649. ISBN 1-899376-28-3.